# TUC (cracker)
TUC è una marca di cracker salati ottagonali di colore giallo-oro, più friabili rispetto ai tradizionali cracker e paragonabili nel gusto ai cracker Ritz. Il marchio TUC è nato in Belgio e apparteneva alla società francese LU (acquisita da Danone nel 1986). In Italia sono prodotti dalla Saiwa (proprietà della Mondelēz International) nello stabilimento di Capriata D'Orba (AL).

## Storia
L'origine del prodotto risale al 1958, anno in cui Louis Parein, futuro erede di una piccola industria dolciaria belga a conduzione familiare attiva fin dalla metà del 19º secolo, è inviato dal padre Paul negli Stati Uniti per imparare a produrre il biscotto salato chiamato "cracker". Louis stava già valutando possibili nomi per un nuovo prodotto di cracker che avrebbe prodotto. Si dice che abbia deciso di utilizzare le iniziali T.U.C. dopo aver visto il nome "Trade Union Corporation" su un giornale. L'azienda Parein sarà poi assorbita dalla Lefevre-Utile.

## Distribuzione
I cracker vengono distribuiti dalla Mondelēz International nei mercati dell'Europa continentale, Sudafrica, Egitto, Cina, Arabia Saudita, Bahrein, Qatar, Kuwait, Oman ed Emirati Arabi Uniti.
In Canada, USA, Australia, Nuova Zelanda e Regno Unito la distribuzione è affidata alla Jacob Fruitfield Food Group.

## Varianti

### In Italia
Lista delle varianti dei TUC prodotti dalla Saiwa e disponibili perciò in Italia.
Original: la versione tradizionale dei TUC.
Olives: TUC aromatizzati all'oliva.
Sesame: TUC aromatizzati al sesamo.
Bacon: TUC aromatizzati alla pancetta.
Multicereali: TUC con cereali caramellati in superficie (riso, frumento e orzo).
Krek: TUC di dimensioni più piccole e confezionati in busta.
Cheese: TUC aromatizzati al formaggio.
Cracker: TUC di dimensioni più piccole, uniti in forme di tre, e confezionati singolarmente.
Cracker olio di oliva, rosmarino e erbe aromatiche: TUC aromatizzati di dimensioni più piccole e confezionati singolarmente.
Paprika: TUC aromatizzati alla paprika.
Salt & pepper: TUC aromatizzati al sale e pepe.
Crisp Original: TUC con riso soffiato.
Crisp Paprika: TUC Crisp aromatizzati alla paprika.
Crisp Erbe Mediterranee:TUC Crisp aromatizzati alle erbe mediterranee.
Bake rolls: chips di pane croccanti.

### Specialità in altri Paesi
Seaweed: TUC aromatizzati alle alghe (Cina).
Roasted Chicken: TUC aromatizzati al pollo al forno.
Sour cream and onion: TUC aromatizzati alla panna acida e alla cipolla (Francia, Germania).

## Promozione
La promozione del prodotto di inizio millennio è stata fatta ruotare intorno allo slogan "Perché la fame colpisce all'improvviso". Le pubblicità televisive infatti, attraverso dei cartoni animati in bianco e nero piuttosto stilizzati, mostravano le storie di alcuni personaggi che nel mezzo delle loro attività quotidiane, a casa o al lavoro, "colti" dalla fame, mangiavano il primo oggetto che gli capitava sotto tiro (un mappamondo, il monitor del computer ecc.). La promozione si è quindi allargata e la stessa idea è riportata sul sito web del prodotto.